# Strumigenys chernovi
Strumigenys chernovi är en myrart som beskrevs av Gennady M. Dlussky 1993. Strumigenys chernovi ingår i släktet Strumigenys och familjen myror. Inga underarter finns listade i Catalogue of Life.